# Hans-Joachim Schlichting
Hans-Joachim Schlichting (* 25. März 1946 in Pewsum) ist ein deutscher Physiker und emeritierter Hochschullehrer, der besonders als Fachdidaktiker bekannt ist.

## Leben
Schlichting absolvierte 1968 bis 1972 ein Doppelstudium in Physik und Philosophie an der Universität Hamburg. Zu seinen Hochschullehrern gehörte Carl Friedrich von Weizsäcker. Nach dem Diplom 1972 schloss er 1972–74 eine Promotion an. Seine Dissertation in theoretischer Physik am Fachbereich Physik der Hamburger Universität untersuchte das Thema Spinwellentheorie ungeordneter zweidimensionaler Heisenberg-Antiferromagneten. Ab 1976 hatte er eine Stelle als Akademischer Oberrat an der Universität Osnabrück inne. Nach der 1983 erfolgten Habilitation im Fach Didaktik der Physik bekam er eine Professur an derselben Hochschule, die er erst 1991 zugunsten einer C4-Professur an der Universität Essen aufgab. Nach acht Jahren wechselte er auf eine gleichwertige Stelle als Direktor des Instituts für Didaktik der Physik an der Universität Münster. Dort wurde er 2011 als nunmehriger Emeritus von Lehr- und Gremienverpflichtungen entbunden, blieb als Forscher der Hochschule aber weiterhin verbunden.
Während seiner Wissenschaftlerlaufbahn war er unter anderem tätig als Gutachter für die Stiftung Volkswagenwerk und als Sondergutachter der DFG.
Außeruniversitär war er seit 1994 tätig im Fachverband Didaktik der Physik der Deutschen Physikalischen Gesellschaft (DPG), darunter 1994 bis 2000 als dessen Leiter. Von 1993 bis 2006 fungierte er als Sprecher des Arbeitskreises der Dozenten der Didaktik der Physik in NRW. International war er von 2002 bis 2008 Official Member der International Commission of Physics Education (ICPE).
Seit 1993 schrieb Schlichting die Kolumnen Spielwiese (zusammen mit Christian Ucke) und Im Blickwinkel in der Fachzeitschrift Physik in unserer Zeit. Ab 2009 übernahm er die mit seinem Namen als Markenzeichen betitelte Kolumne Schlichting! (Physik im Alltag) in der Zeitschrift Spektrum der Wissenschaft.

## Schriften
- Wenn der Pool ins Schwimmen gerät : physikalische Alltagsphänomene, Primus-Verlag, Darmstadt 2012, ISBN 978-3-86312-017-7
- Spiel, Physik und Spaß,[3]  (zusammen mit Christian Ucke), Wiley-VCH Verlag, Weinheim 2011, 152 S. ISBN 978-3-527-40950-1
- Energie und Energieentwertung in Naturwissenschaft und Umwelt, Quelle und Meyer, Heidelberg 1983
- Physikunterricht : 5 - 10 (zusammen mit Udo Backhaus), Urban und Schwarzenberg, München; Wien; Baltimore 1981
- Spinwellentheorie ungeordneter zweidimensionaler Heisenberg-Antiferromagneten, Dissertation am  Fachbereich Physik der Hamburger Universität 1974
- Naturgesetze in der Kaffeetasse, Spektrum der Wissenschaft (Spezial Physik.Mathematik.Technik 3/14),  September 2014

## Auszeichnungen
- 2008: Robert-Wichard-Pohl-Preis[4] für hervorragende Beiträge zur Physik, für außergewöhnliche Leistungen in der Verbreitung wissenschaftlicher Erkenntnis, in der Lehre, im Unterricht und in der Didaktik der Physik verliehen von der Deutschen physikalischen Gesellschaft (DPG)
- 2013: Archimedes-Preis für Physik[5] des Deutschen Vereins zur Förderung des mathematischen und naturwissenschaftlichen Unterrichts (MNU)

## Belege
1. ↑  Prof. Dr. Hans Joachim Schlichting, Emeritus. uni-muenster.de, abgerufen am 19. Februar 2018.
2. ↑  Artikel von H. Joachim Schlichting in Spektrum der Wissenschaft, abgerufen am 11. Juli 2019.
3. ↑  Mit Büroklammern und Ahornsamen Ch. Ucke und H. J. Schlichting: "Spiel, Physik und Spaß", Wiley-VCH Verlag, Rezension von Dirk Lorenzen in Deutschlandradio Kultur vom 27. November 2011, abgerufen am 7.  September 2014.
4. ↑  Robert-Wichard-Pohl-Preis für herausragende fachübergreifende Forschung an Prof. Dr. Hans-Joachim Schlichting
5. ↑  Preise, Auszeichnungen, Ehrungen. In: Physik-Journal. Band 12, Nr. 6, Juni 2013, S. 44 (pro-physik.de [abgerufen am 19. Februar 2018]).

| Personendaten    | Personendaten                          |
| ---------------- | -------------------------------------- |
| NAME             | Schlichting, Hans-Joachim              |
| ALTERNATIVNAMEN  | Schlichting, H. Joachim                |
| KURZBESCHREIBUNG | deutscher Physiker und Hochschullehrer |
| GEBURTSDATUM     | 25. März 1946                          |
| GEBURTSORT       | Pewsum                                 |